# Giải thưởng Danh dự Quốc dân (Nhật Bản)
Giải thưởng Danh dự Quốc dân (国民栄誉賞 Kokumin Eiyoshō) là một trong những giải thưởng được Thủ tướng Nhật Bản trao tặng cho các cá nhân có thành tích xuất chúng trong các lĩnh vực như thể thao, giải trí, v.v.. Giải thưởng này, trao lần đầu vào năm 1977 bởi nguyên Thủ tướng Fukuda Takeo.

## Danh sách người nhận giải
|       | Năm (Thủ tưởng trao tặng)     | Người nhận (tuôi)                        | Ngành nghề                          | Lí do trao tặng | Tham khảo     |
| ----- | ----------------------------- | ---------------------------------------- | ----------------------------------- | --- | ------------- |
| 1     | 5/9/1977 (Fukuda Takeo)       | Oh Sadaharu (37)                         | Cầu thủ bóng chày chuyên nghiệp     | Lập kỉ lục thế giới về số home run (868 lần). | [ 2 ]         |
| 2     | 4/8/1978 (Fukuda Takeo)       | Koga Masao                               | Nhà soạn nhạc                       | Thành tựu trong sự nghiệp soạn nhạc. |               |
| 3     | 19/4/1984 (Nakasone Yasuhiro) | Hasegawa Kazuo                           | Diễn viên                           | Thành tựu trong sự nghiệp diễn xuất. |               |
| 4     | 19/4/1984 (Nakasone Yasuhiro) | Uemura Naomi                             | Nhà thám hiểm                       | Lên đỉnh ngọn núi cao nhất trên 5 châu lục. |               |
| 5     | 9/10/1984 (Nakasone Yasuhiro) | Yamashita Yasuhiro (27)                  | Judoka                              | Thành tựu trong sự nghiệp judo. | [ 4 ]         |
| 6     | 22/6/1987 (Nakasone Yasuhiro) | Kinugasa Sachio (40)                     | Cầu thủ bóng chày chuyên nghiệp     | Lập kỉ lục thế giới về số trận ra sân liên tiếp. |               |
| 7     | 6/7/1989 (Uno Sōsuke)         | Kato Kazue (Misora Hibari)               | Ca sĩ                               | Giving the people hope and dream via songs |               |
| 8     | 29/9/1989 (Kaifu Toshiki)     | Akimoto Mitsugu (Chiyonofuji Mitsugu)    | Đô vật sumo                         | Lập kỉ lục về số trận thắng trong sự nghiệp | [ 5 ]         |
| 9     | 28/5/1992 (Miyazawa Kiichi)   | Takeo Masunaga (Ichiro Fujiyama)         | Singer                              | Giving the people hope and encouragement via songs with beautiful Japanese language |               |
| 10    | 28/7/1992 (Miyazawa Kiichi)   | Hasegawa Machiko                         | Mangaka                             | 家庭漫画を通じて戦後の我が国社会に潤いと安らぎを与えた |               |
| 11    | 26/2/1993 (Miyazawa Kiichi)   | Hattori Ryōichi                          | Nhà soạn nhạc                       | 数多くの歌謡曲を作り国民に希望と潤いを与えた |               |
| 12    | 3/9/1996 (Hashimoto Ryūtarō)  | Atsumi Kiyoshi                           | Diễn viên                           | 映画「男はつらいよ」シリーズを通じ人情味豊かな演技で広く国民に喜びと潤いを与えた |               |
| 13    | 7/7/1998 (Hashimoto Ryūtarō)  | Tadashi Yoshida                          | Nhà soạn nhạc                       | 「吉田メロディー」の作曲により国民に夢と希望と潤いを与えた |               |
| 14    | 1/10/1998 (Obuchi Keizō)      | Kurosawa Akira                           | Film Director                       | 数々の不朽の名作によって国民に深い感動を与えるとともに世界の映画史に輝かしい足跡を残した |               |
| 15    | 30/10/2000 (Mori Yoshirō)     | Takahashi Naoko (28)                     | Athlete                             | Athletics at the 2000 Summer Olympics - Women's marathon Gold medal | [ 4 ]         |
| 16    | 23/1/2009 (Asō Tarō)          | Minoru Endo                              | Nhà soạn nhạc                       | 世代を超えて長く愛唱される、情感に満ちあふれた名曲を数多く世に送り出した。 | [ 6 ]         |
| 17    | 1/7/2009 (Asō Tarō)           | Mori Mitsuko (89)                        | Diễn viên                           | 長年にわたって芸能分野の第一線で活躍し、特に『放浪記』において2000回を超える主演を務めた。 | [ 7 ]         |
| 18    | 22/12/2009 (Hatoyama Yukio)   | Morishige Hisaya                         | Diễn viên                           | | [ 2 ]         |
| 19    | 18/8/2011 (Kan Naoto)         | Đội tuyển bóng đá nữ quốc gia Nhật Bản   | National football team              | Vô địch FIFA World Cup nữ 2011. | [ 8 ]         |
| 20    | 7/11/2012 (Noda Yoshihiko)    | Yoshida Saori (30)                       | Wrestler                            | | [ 4 ]         |
| 21    | 25/2/2013 (Abe Shinzō)        | Kōki Taihō                               | Đô vật sumo                         | | [ 9 ]         |
| 22 23 | 5/5/2013 (Abe Shinzō)         | Nagashima Shigeo (77) Matsui Hideki (38) | Cầu thủ bóng chày chuyên nghiệp     | | [ 10 ]        |
| 24    | 20/10/2016 (Abe Shinzō)       | Icho Kaori (32)                          | Wrestler                            | Being the first woman to win four consecutive Olympic gold medals. | [ 4 ]         |
| 25 26 | 13/2/2018 (Abe Shinzō)        | Habu Yoshiharu (47) Iyama Yuta (28)      | kì thủ Shogi kì thủ cờ vây          | Habu: becoming the first shogi player to win lifetime titles for all seven major title matches, and the only shogi player to hold 7 major titles simultaneously. Iyama: becoming the first go player to simultaneously hold all seven major titles on two separate occasions. | [ 11 ] [ 12 ] |
| 27    | 2/7/2018 (Abe Shinzō)         | Hanyu Yuzuru (23)                        | vận động viên trượt băng nghệ thuật | Becoming the first male figure skater in 66 years to defend Olympic gold; historic accomplishments in figure skating; giving hope and courage to society. | [ 13 ]        |
| 28    | 3/3/2023 (Kishida Fumio)      | Kunieda Shingo (39)                      | tay quần vợt khuyết tật             | With four Paralympic gold medals, 28 major singles titles and 50 major titles overall, Kunieda is the first parasports athlete to be honored. | [ 14 ] [ 3 ]  |

## Được biết đã từ chối vinh dự
- Fukumoto Yutaka (1983) [15]
- Koseki Yūji (1989, bởi gia đình tang quyến) [15]
- Suzuki Ichirō (2001, 2004, 2019) [15]
- Ohtani Shohei (2021) [15]